# Кенигсварта
Кенигсварта или Ракеце (њем. Königswartha, глсрп. Rakecy) општина је у њемачкој савезној држави Саксонија. Једно је од 63 општинска средишта округа Бауцен. Према процјени из 2010. у општини је живјело 3.864 становника. Посједује регионалну шифру (AGS) 14625280.

## Географски и демографски подаци
Кенигсварта се налази у савезној држави Саксонија у округу Бауцен. Општина се налази на надморској висини од 141 метра. Површина општине износи 47,0 km². У самом мјесту је, према процјени из 2010. године, живјело 3.864 становника. Просјечна густина становништва износи 82 становника/km².